# Rejoice
REJOICE s.r.o. se sídlem v Batelově je česká firma specializující se na výrobu outdoorového oblečení, která vznikla roku 1998 původně z malé dílny, kde se šily kalhoty se záplatami. Její výroba se postupně rozšířila i na jiné produkty, jako jsou trička, mikiny, sukně, různé doplňky atp. Oblečení značky Rejoice lze využívat jak při horolezectví, tak při běžném použití na výletech a ve volném čase. Symbolem firmy je kopretina.